# Chybice
Chybice – wieś w Polsce, położona w województwie świętokrzyskim, w powiecie starachowickim, w gminie Pawłów.
W latach 1954–1972 wieś należała i była siedzibą władz gromady Chybice. W latach 1975–1998 miejscowość administracyjnie należała do województwa kieleckiego.
Przez miejscowość przebiega droga wojewódzka nr 756.
Chybice są siedzibą rzymskokatolickiej parafii św. Małgorzaty.

## Części wsi
| SIMC    | Nazwa      | Rodzaj    |
| ------- | ---------- | --------- |
| 0260103 | Fajka      | część wsi |
| 0260110 | Warszawska | część wsi |

## Historia
Pierwsze wzmianki o Chybicach pochodzą z 1362 roku, dotyczą fundacji kościoła parafialnego pw. św. Małgorzaty zbudowanego z inicjatywy kanoników krakowskich poświęconego następnie przez biskupa Bodzantę Jankowskiego, herbu Róża w tymże roku.
Z historii kościoła wiadomo że był dwukrotnie odnawiany w 1617 r. i w 1841 r.
W wieku XIX Chybice opisano jako wieś i dobra nad rzeką Pokrzywianką w powiecie iłżeckim, gminie i parafii Chybice.
We wsi był wówczas browar piwny, gorzelnia i urząd gminny. Według spisu miast, wsi, osad Królestwa Polskiego, w roku 1827 wieś posiadała 21 domów i 168 mieszkańców. W roku 1860 spis pokazał 36 domów, 258 mieszkańców, 526 mórg ziemi dworskiej i 377 włościańskiej. Do najbliższej stacji pocztowej w Brodach było 7 wiorst
Parafia Chybice w dekanacie iłżeckim liczyła 1864 dusz.
Gmina i dobra Chybice
W czasach Królestwa Polskiego istniała gmina Chybice. Gminę zamieszkiwało 3946 osób. Obszar gminy wynosił 4658 mórg, w tym ziemi dworskiej było 1878 mórg. W skład gminy wchodziły wówczas miejscowości: Bostów, Bukówka, Chybice, Godów, Kałków, Kobylaki, Nieczulice, Pokrzywnica, Trzonków, Warszówek, Wawrzeńczyce, Wieloborowice, Wymysłów i Zapniów.
Dobra Chybice (dworskie) obejmowały folwarki:  Chybice, Trzeszków, Bostów, Cząstków, Nieczulice, Dąbrowa, Jabłonna, Styków i Sosnówka, a także wsie: Chybice, Dąbrowa, Styków, Trzeszków, Nieczulice, Jabłonna, Swirta, Bostów, Sosnówka i Cząstków.
W gminie były piece do wypalania wapna, pokłady rudy, trzy młyny wodne i tartak.

## Zabytki
Do rejestru zabytków nieruchomych zostały wpisane obiekty:
- kościół pw. św. Małgorzaty z 1362 r., gotycki; sklepienie palmowe, oparte na jednej kolumnie; ołtarz główny z XVII w., późnorenesansowy[9] wraz z cmentarzem kościelnym oraz murowanym ogrodzeniem z bramami i schodami z przełomu XIX i XX w. (nr rej.: A.808/1-3 z 10.11.1947, z 23.06.1967 i z 2.05.2011),
- park dworski z XVIII w., przebudowany w XIX–XX w. (nr rej.: A.809 z 4.12.1957 i z 29.12.1997).

## Ludzie
- Marian Kubasiewicz (ur. w Chybicach, zm. 1997 w Szczecinie) – polski naukowiec, pedagog, rektor Akademii Rolniczej w Szczecinie[10].